# تومي غيب
تومي غيب (بالإنجليزية: Tommy Gibb)‏ (13 ديسمبر 1944 في الولايات المتحدة - ) هو لاعب كرة قدم إسكتلندي في مركز الوسط. شارك مع منتخب إسكتلندا تحت 21 سنة لكرة القدم. أما مع النوادي، فقد لعب مع نادي بارتيك ثيسل ونادي سندرلاند ونادي هارتلبول يونايتد ونيوكاسل يونايتد.

## وصلات خارجية
- تومي غيب على موقع قاعدة بيانات كرة القدم.إي يو (الإنجليزية)
- تومي غيب على موقع عالم كرة القدم.نت (الإنجليزية)